# Norrlands nätverk för musikteater och dans
Norrlands nätverk för musikteater och dans (NMD) är ett kommunalförbund och ett turnénätverk för att tillgängliggöra opera, musikteater och dans för en större publik i de fyra norrländska länen Jämtland, Västernorrland, Västerbotten och Norrbotten.
Nätverket bildades och ägs av de fyra landstingen sedan år 2000. Det gick under namnet Norrlands Musik- och Dansteater fram till år 2006, då det bytte till det nuvarande namnet. I nätverket ingår de fyra kulturensemblerna Norrlandsoperan i Umeå, Norrdans i Härnösand, Piteå Kammaropera i Piteå och barnoperaensemblen Estrad Norr i Östersund. Större delen av de statliga och regionala medlen (cirka 10,5 miljoner kronor, 2011) går till turnéstöd och publikbussar från avsides orter. 2017 uppgick bidragen till cirka 10,7 miljoner kronor. NMD hade från år 2010 till 2012 en särskild satsning, FUNK, för att underlätta tillgängligheten till kulturen för publik med funktionsnedsättning.